# Kexalhukum
Kexalhukum är en ort i Mexiko.   Den ligger i kommunen Chenalhó och delstaten Chiapas, i den sydöstra delen av landet, 700 km öster om huvudstaden Mexico City. Kexalhukum ligger 1 792 meter över havet och antalet invånare är 224.
Terrängen runt Kexalhukum är bergig, och sluttar norrut. Runt Kexalhukum är det ganska tätbefolkat, med 134 invånare per kvadratkilometer. Närmaste större samhälle är Pantelhó, 15,8 km nordost om Kexalhukum. Omgivningarna runt Kexalhukum är en mosaik av jordbruksmark och naturlig växtlighet.